# Un silenci
Un silenci (títol original en francès, Un silence) és una pel·lícula dramàtica de 2023 dirigida per Joachim Lafosse. La pel·lícula és protagonitzada per Daniel Auteuil i Emmanuelle Devos. Es va exhibir per primer cop el 25 de setembre de 2023 al 71è Festival Internacional de Cinema de Sant Sebastià. Es va estrenar als cinemes de França el 10 de gener de 2024. La pel·lícula es basa en el cas real de l'advocat belga en deshonor, Victor Hissel. S'ha doblat i subtitulat al català.
El guió va ser escrit principalment per Lafosse amb Thomas Van Zuylen. Chloé Duponchelle i Paul Ismaël van ser-ne els coautors. Sarah Chiche, Matthieu Reynaert i Valérie Graeven apareixen als crèdits com a col·laboradors del guió.
És una coproducció entre Stenola Productions (Bèlgica), Samsa Film (Luxemburg), Les Films du Losange (França) i Prime Time (Bèlgica). Va ser coproduïda per RTBF, Proximus, VOO, BE TV i France 3 Cinéma.